# 알렉상드르 외젠 부에

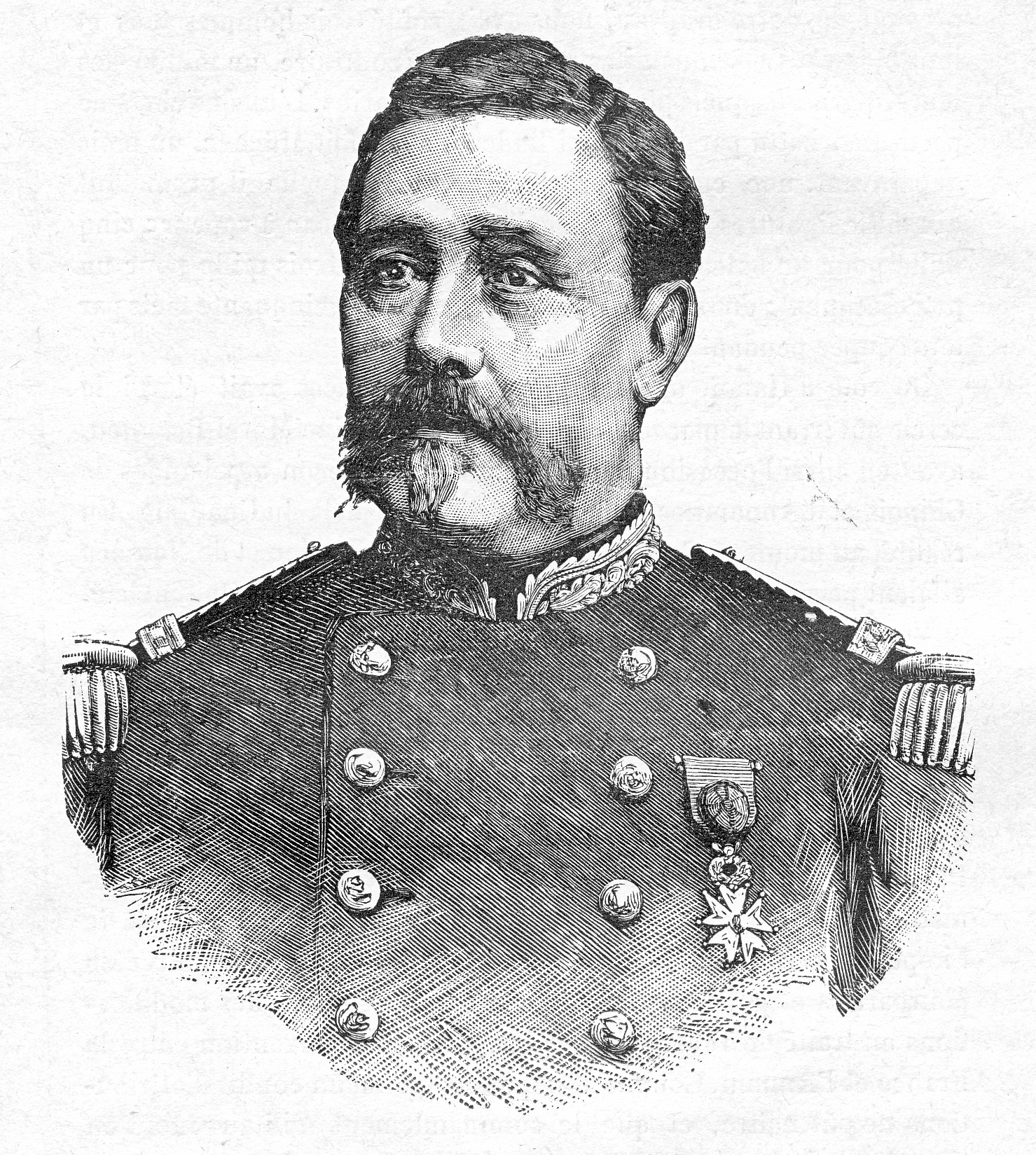

알렉상드르 외젠 부에(Alexandre-Eugène Bouët, 1833년 12월 6일 ~ 1887년 4월 19일)는 19세기말 베트남에서 활약한 프랑스 장군이었다.

## 생애
알렉상드르 외젠 부에는 1833년 12월 6일 프랑스의 아키텐 지방 피레네자틀랑티크주 바욘에서 태어났다.
그의 아버지 오귀스트 외젠 에르네 부에(Auguste Eugène Ernest Bouet)는 유람선의 선장이었고 또한 ‘브레통 리뷰’(Breton Review)라는 신문의 특파원이기도 했다. 그의 어머니는 에르망스 꼬랄리 쁘티(Hermance Coralie Petyt)였다. 외젠 부에의 형제로는 타히피에서 원주민 여자와 결혼한 프랑스 해사 위원인 앙리 요릭 조셉 부에 (Henri Yorick Joseph Bouët)도 있다.
1852년, 부에는 생시르 사관학교에 입학한 후 프랑스령 가이아나의 사령관이 되었다. 졸업한 직후 부에는 해군에 입대하여, 1854년에 대위가 되었고, 1860년 초 툴루의 모리스 드 까페(Maurice de Cappe) 대령의 참모가 되었다. 1860년 말에는 프랑스 함대의 선장으로 임명되었다. 1868년 부에는 청나라에서 중대를 지휘하기 시작했으며, 1881년 툴롱에서 제4차 프랑스 원정군을 지휘했다.

### 베트남 원정
1883년 5월, 앙리 리비에르가 꺼우저이 전투에서 사망한 이후, 마이어 제독(홍콩 프랑스 함대의 사령관)은 150명 병력으로 통킹으로 이동하여 남딘과 일부 북부 지방에서 철수를 발표하도록 명령을 받았다. 하지만, 코친차이나의 총독 샤를 앙뜨와네 프랑수아 톰슨(Charles Anthoine François Thomson)은 하노이를 유지해야 한다고 주장했다. 얼마 후 프랑스 정부는 다시 메이어(Meyer)를 보내 청나라에서 임무를 이어가게 했으며, 군의관 쥘 아르망 국장에게 권한을 넘겨주었다.
1883년 6월, 프랑스 정부는 부에 중령을 파견하여 아메데 쿠르베 장군과 협력하여 후에를 공략했다. 뜨득 황제의 사망 이후 불투명하던 정세에서 쿠르베와 부에는 후에의 도시 공격할 계획을 세웠다. 1883년 6월 7일, 부에는 하이퐁을 선택했다. 이 당시, 통킹의 프랑스군은 2,500명이었다. 그러한 군대로, 부에는 하이퐁, 하노이 남딘을 돌며 수비를 공고히 하였다.
1883년 7월 30일 히엡호아 황제가 새로 등극한 그날에, 부에와 프랑스 원정군 장군들은 하이퐁에서 회담을 가졌다. 회담 기간 동안 부에는 다낭을 타격할 것을 제안했고, 페리 총리는 투언안을 공격할 것을 제안했다. 마지막 회의에서 해군이 포함을 지원하여 두 곳의 주요 저항의 중심지인 하노이와 선떠이를 공격하기로 결정되었다. 부에는 선떠이를 공격하고, 쿠르베는 후에성을 공격하기로 했다. 쿠르베 장군이 후에성을 공격할 때 아르망 장군이 함대로 출전할 계획이었다.

## 같이 보기
- 청불 전쟁
- 통킹 원정